# Aurora Arnáiz Amigo
Aurora Arnáiz Amigo (Sestao, 15 de mayo de 1913 - Ciudad de México, 21 de enero de 2009) fue una escritora, profesora universitaria, abogada y política española. Militante de las Juventudes Socialistas Unificadas, al término de la guerra civil se exilió en México, donde se nacionalizó y desarrolló una destacada trayectoria académica.

## Biografía
Hija de Francisco Arnáiz, líder sindical socialista, conoció desde muy temprana edad las luchas sindicales. Estudió bachillerato en Bilbao, en el colegio de Juana Whitney, madre de María y Ramiro de Maeztu. Se matriculó en la Escuela de Altos Estudios Mercantiles de Bilbao obteniendo el título de perito mercantil en 1933. Ese mismo año se trasladó a Madrid para estudiar Derecho en la Universidad Central. Durante un tiempo se alojó en la Residencia de Señoritas, donde realizaba trabajos de servicio para sufragar los gastos de su estancia.
A los 18 años se afilió a las Juventudes Socialistas, participando en la creación de la Federación de Universitarios Vascos. En julio de 1936, con apenas 23 años, participó en la organización de la primera columna de las Juventudes que se parapetó en el Alto de los Leones para hacer frente a las tropas franquistas. Durante la guerra su actividad fue intensa, fue nombrada comisario político de Brigada y representante de las Juventudes en la Unificación de las Juventudes Socialistas y Comunistas.
En 1937 se casó con el dirigente comunista José Cazorla, que fue nombrado primero Gobernador de Albacete y después de Guadalajara. Se trasladaron a vivir a estas ciudades, en las que desarrollaron una intensa actividad política. En Guadalajara nació el hijo de ambos, en agosto de 1938.
Fue detenida, junto a su marido, en marzo de 1939, tras el golpe de Casado, y por orden de Cipriano Mera ingresó en la prisión de Guadalajara. Allí murió su hijo de seis meses por falta de asistencia médica.
Con la derrota del bando republicano, el matrimonio quedó en libertad. José Cazorla decidió quedarse en Madrid para organizar la resistencia antifranquista, Aurora inició un largo viaje hasta atravesar la frontera en Cataluña. Desde allí se dirigió a París donde colaboró en el servicio de atención a los refugiados.

## El exilio
El 1 de diciembre de 1939 consiguió un pasaje hacia Santo Domingo, para dirigirse después a Cuba, donde conoció la muerte de su esposo, detenido y ejecutado por los franquistas. De Cuba se dirigió a México, país en el que consiguió rehacer su vida personal y profesional.
Una vez en México, país en el que llegó a nacionalizarse, conoció a su nuevo marido, el salmantino Emilio Rodríguez Mato, con quien tuvo dos hijos. En 1952 se doctoró en Derecho Constitucional en la Universidad Nacional Autónoma de México (UNAM) logrando en esta Universidad, la primera cátedra para una mujer en México en 1954. Desempeñó en ella toda su vida profesional impartiendo clases de Derecho Constitucional, Teoría Jurídica contemporánea y Teoría General del Estado. 
Su currículum académico es muy amplio. Fue secretaria general de la Asociación de Colegios de la Facultad de Derecho Mercantil, presidenta honoraria y asesora emérita del Colegio de Abogados de México, y miembro de la International Political Sciences Asociation. El 14 de diciembre de 1995, y como reconocimiento a su sobresaliente trayectoria recibió el nombramiento como Maestra Emérita de la UNAM, convirtiéndose en la primera mujer en obtener esa distinción en la Facultad de Derecho de la UNAM. El Aula de Derecho (salón 303) lleva su nombre.

## Obras
- Idea e ideología en la ciencia política. Tesis de licenciatura. México: Facultad de Derecho, UNAM, 1952.
- Ética y Estado. México, UNAM, Editorial Universitaria, 1959.
- Ciencia del Estado. Antigua Librería Robredo, México, 1959.
- Soberanía y potestad: de la soberanía del pueblo. 2 tomos, México, E. Porrúa, 1971.
- Instituciones constitucionales mexicanas. México, UNAM, 1975.
- Feminismo y femineidad. México, UNAM, 1978.
- Estructura del Estado. Méxiko: Porrúa, 1979.
- Soberanía y potestad: de la soberanía del pueblo, de la potestad del Estado. 2 tomos, México: Porrúa, 1981.
- Ciencia política: estudio doctrinario de sus instituciones. México: Porrúa, 1984.
- El Estado y sus fundamentos institucionales. México: Trillas, 1995.
- Retrato hablado de Luisa Julián. Madrid, Compañía Literaria, 1996.
- El alma política primitiva. México: Cárdenas, 1999.
- El origen contractual del estado y su justificación histórica. México: McGraw-Hill Interamericana, 1999.
- Historia constitucional de México. México: Trillas, 1999.
- Ciencia política, estudio doctrinario de sus instituciones. México: Dirección general de Publicaciones y Fomento Editorial, UNAM, 1999, 744 pp.
- Antonio Caso. Filósofo, universitario y rector. México: Facultad de Derecho-UNAM, Porrúa,2002.